# Maximilien de Robespierre

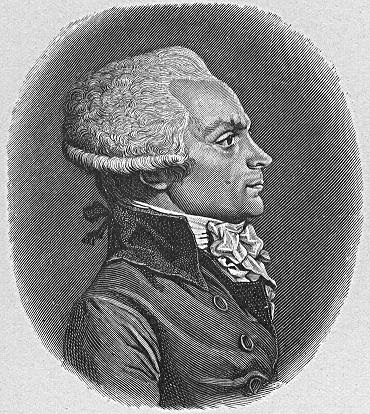
Robespierre

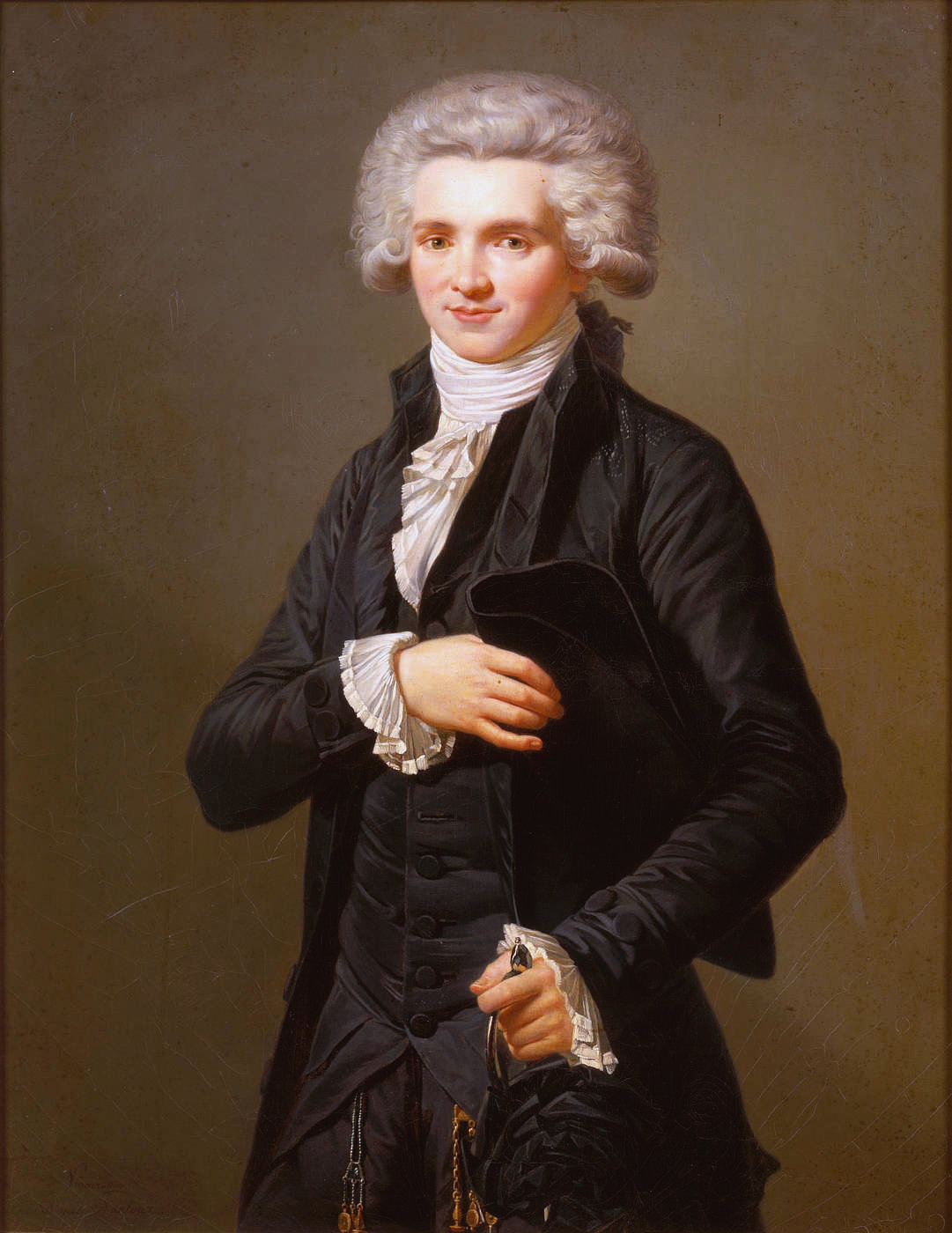
Robespierre, (1786), autorstwa Adélaïde Labille-Guiard

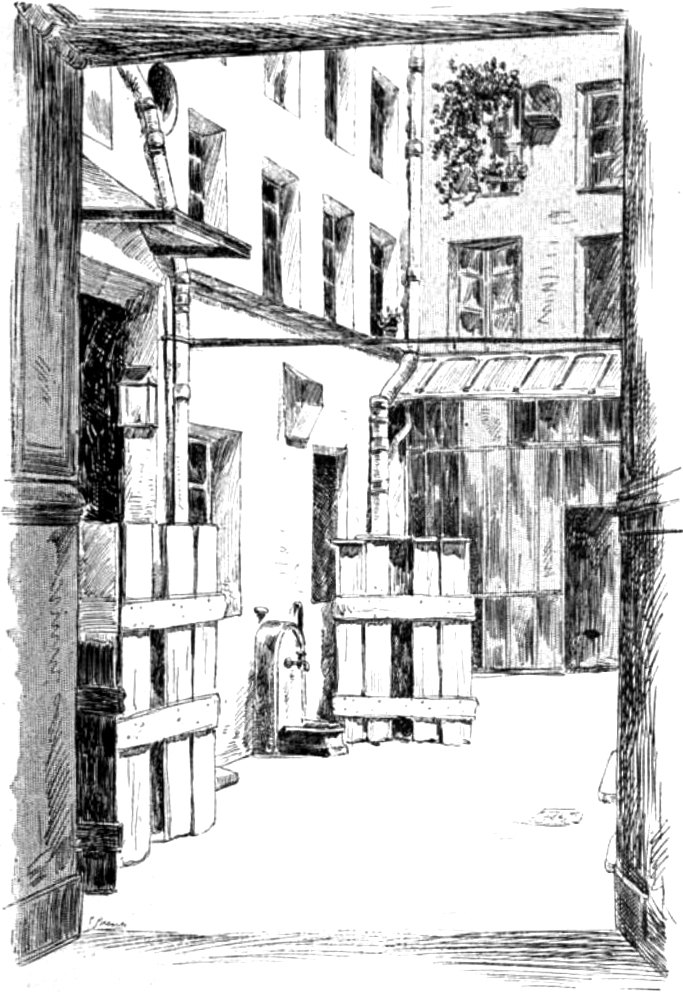
Dziedziniec domu Maurycego Duplaya. Pokój zajmowany przez Robespierre’a znajdował się na drugim piętrze.

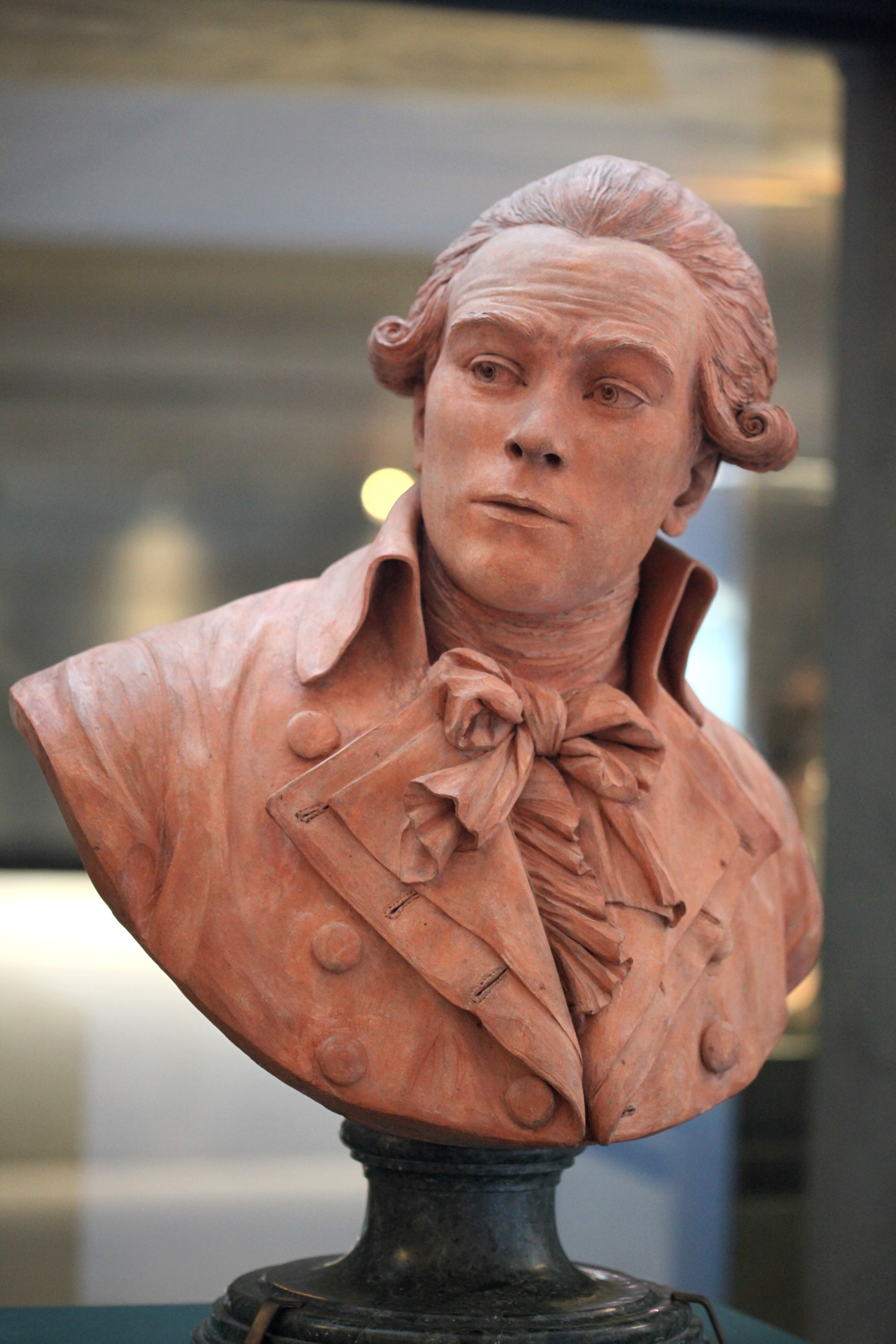
Terakotowe popiersie Robespierre’a.

Maximilien Marie Isidore de Robespierre (ur. 6 maja 1758 w Arras, zm. 28 lipca 1794 w Paryżu) – francuski adwokat i mówca, członek Stanów Generalnych i Konstytuanty, jeden z czołowych przywódców rewolucji francuskiej, przywódca lewicowego klubu jakobinów. Z powodu swojej nieskazitelnej uczciwości zwany Nieprzekupnym (fr. l’Incorruptible).

## Życiorys

### Rodzina, dzieciństwo i wczesna młodość
Ród Robespierrów szczycił się herbem już od 1452, ale przydomek de przy nazwisku wskazywał jedynie, że członkowie rodziny nie byli pracownikami fizycznymi. Do Arras, gdzie urodził się Robespierre, przeniósł się już jego dziadek Maximilien de Robespierre, który pracując jako obrońca sądowy, poślubił córkę właściciela zajazdu, zyskując w ten sposób posiadłość w mieście. Tu urodził się jego syn – również Maximilien – de Robespierre, ojciec rewolucjonisty. Ten po pobycie w zakonie norbertanów i zakończeniu studiów prawniczych w Douai wrócił do Arras. Związał się z Jacqueliną Marguerittą Carraut, córką piwowara, która zaszła z nim w ciążę, i aby uratować przyszłego syna przed piętnem dziecka z nieprawego łoża, 2 stycznia 1758 zawarła z nim związek małżeński nieaprobowany przez rodzinę Robespierre’a. Matka Robespierre’a rodząc co roku dziecko zmarła przy piątym porodzie, a ojciec po jej śmierci pozostawił wychowanie dzieci dziadkom.
Maximilien, podobnie jak jego młodszy brat Augustin, był wychowywany przez dziadków ze strony matki, natomiast jego siostry, Charlottę i Henriettę, wychowywała ciotka ze strony ojca. Zdobył staranne wykształcenie podstawowe, wpajano mu też dogmaty religii katolickiej, na tyle nieskutecznie, że już jako student Robespierre deklarował się jako deista. Był wielkim miłośnikiem twórczości Jeana Jacques’a Rousseau, co miało odzwierciedlenie w jego poglądach i późniejszych działaniach – szczególnie ważnym dziełem była dla niego Umowa społeczna. Nawet patriotyzm Robespierre’a opierał się na definicji Rousseau, cyt. Nie może być patriotyzmu bez wolności; nie ma wolności bez cnoty; nie ma cnoty bez obywateli. Stwórzcie obywateli, a będziecie mieli wszystko, czego chcecie; bez nich macie tylko niewolników. Dzięki wsparciu biskupa Arras uzyskał stypendium na naukę w elitarnej szkole średniej im. Ludwika Wielkiego (College Louis-le-Grand) w Paryżu, gdzie ponownie był wyróżniającym się uczniem. W wieku 17 lat został wybrany spośród 500 uczniów do wygłoszenia mowy powitalnej na cześć króla Ludwika XVI i Marii Antoniny. Para królewska ze względu na niesprzyjające warunki pogodowe, nie opuściła powozu, by zobaczyć się z Robespierre’em. Ukończył studia na prawniczym fakultecie Sorbony, ale praktyka adwokacka w Paryżu nie przyniosła mu powodzenia. Wrócił do rodzinnego Arras, gdzie szybko został adwokatem znanym z kierowania się zasadami prawdy i sprawiedliwości, wspierającym bezinteresownie najuboższych.  

### Przed rewolucją
Robespierre udzielał się w życiu kulturalnym Arras. W 1781 roku został przyjęty do Akademii Rosati, towarzystwa zajmującego się tworzeniem prostych dzieł literackich oraz dyskutowaniem na tematy filozoficzne. Zyskał niemałą popularność jako autor średnio ambitnej poezji, a następnie rozpraw na tematy związane z etyką prawa. Zdobył kilka nagród w krajowych konkursach na eseje prawnicze. Mniej więcej od 1788 r. można zauważyć w jego wypowiedziach rosnące zainteresowanie polityką, brał udział w dyskusjach nad kształtem planowanych Stanów Generalnych. W tym samym roku został bez problemów wybrany deputowanym stanu trzeciego. Zadecydowały o tym głosy najuboższych mieszkańców okręgu wyborczego.

### Katechizm rewolucyjny
Robespierre w przeddzień dojścia do władzy utworzył osobisty katechizm rewolucyjny. W którym były między innymi, następujące pytania i odpowiedzi:

Jaki jest nasz cel?

Jest nim użycie konstytucji dla dobra ludu.

Kto może się temu sprzeciwiać?

Bogaci i skorumpowani.

Jakie metody zastosują?

Oszczerstwa i obłudę.

Dlaczego lud należy uczyć? Jakie są przeszkody w jego oświeceniu?

Opłacani dziennikarze, którzy co dzień zwodzą ludzi przez bezwstydne wypaczanie prawdy.

Jaki wniosek z tego wypływa?

Że powinniśmy wyjąć spod prawa tych pismaków jako najbardziej niebezpiecznych wrogów kraju i puścić w obieg obfitość dobrej literatury.

### Stany Generalne i Konstytuanta
Robespierre należał od początku do lewicy zgromadzenia. Wypowiadał się często, jednak jego mowy najczęściej spotykały się z niezrozumieniem. Protestował m.in. przeciwko królewskiemu prawu weta, choć w tym czasie opowiadał się jeszcze za monarchią konstytucyjną. Wielu deputowanych stanu trzeciego i dziennikarzy nie dostrzegało go lub traktowało z wyższością. W sprawozdaniach gazetowych nierzadko przekręcano jego nazwisko, nazywając go Robestpierre, Roberspierre, a nawet pan Robert. Jednak najczęściej pomijano jego nazwisko, zastępując je ubliżającą bezosobową formą jeden z deputowanych. Sławę przyniosły mu przemówienia przeciwko karze śmierci. W swoich mowach domagał się również równouprawnienia Żydów i wyzwolenia niewolników. Niepopularny wśród burżuazji, stawał się powoli idolem rewolucyjnego ludu paryskiego. Stało się to szczególnie widoczne, gdy powstał Klub Jakobinów, ugrupowanie radykalne i otwarte na poglądy lewicowe. Robespierre od początku był w nim jedną z kluczowych postaci. Do popularności Robespierre’a wśród najbiedniejszych przyczyniał się też fakt, iż polityk ten żył niezwykle skromnie, wynajmując pokój od członka klubu jakobinów, stolarza Duplaya. W dniu rozwiązania Konstytuanty Robespierre i inny deputowany lewicowy, Jérôme Pétion, zostali spontanicznie ukoronowani wieńcami laurowymi. Podobne przyjęcie przygotowali swojemu deputowanemu mieszkańcy Arras. Robespierre nie miał jednak zamiaru wracać do rodzinnego miasta, przeniósł się na stałe do Paryża, choć zgodnie z zakazem reelekcji nie mógł kandydować do nowego parlamentu.

### Członek Konwentu

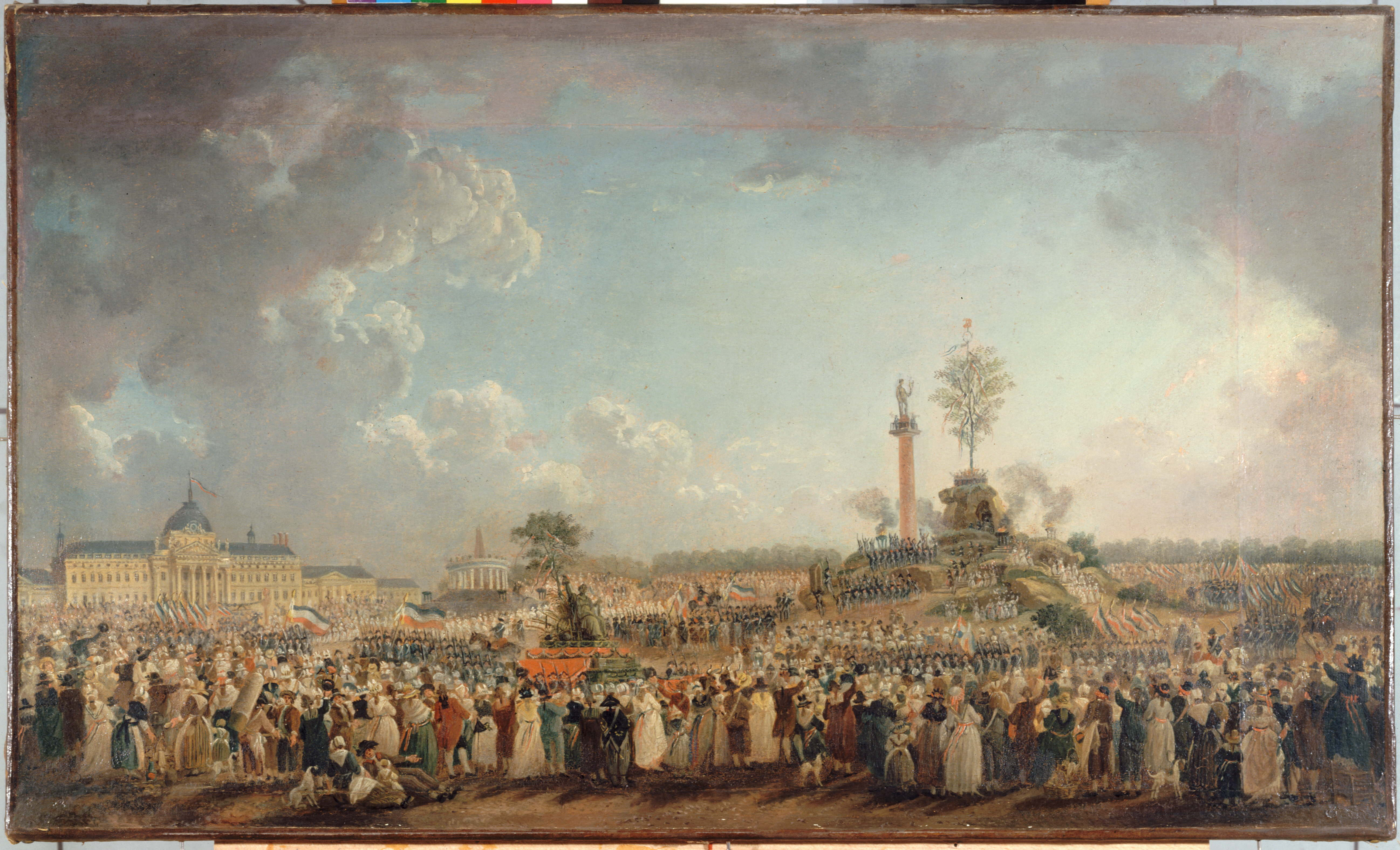
Uroczystości religijne związane z kultem Istoty Najwyższej

W okresie działania Legislatywy (1791-1792), Robespierre pozostawał aktywnym działaczem klubu jakobinów, choć znajdował się poza parlamentem. Po obaleniu monarchii 10 sierpnia 1792, które przyjął z entuzjazmem, został wybrany członkiem Konwentu Narodowego. Uczestnictwo w jego pracach zaczął od ważnego udziału w procesie króla, za którego skazaniem na śmierć wygłosił wielką mowę. Brał czynny udział w parlamentarnej walce radykalnej Góry (jakobini i kordelierzy) z umiarkowaną Żyrondą i walnie przyczynił się do pokonania tej ostatniej w czerwcu 1793. W następnym miesiącu wszedł do Komitetu Ocalenia Publicznego i szybko stał się jego wiodącą postacią.
Wprowadził radykalne reformy społeczne. Zniósł resztę poddaństwa feudalnego, wprowadził stałe maksymalne ceny i płace, by nie były zawyżane, wprowadził ustawę o spekulantach. Opodatkowano ludzi bogatych. Chłopom sprzedano ziemie należące do Kościoła, dzięki czemu zdobyto pieniądze na utrzymanie milionowej armii. Wprowadzono kult rozumu i ojczyzny, cywilne śluby i pogrzeby. Opracowano także kalendarz rewolucyjny, który miał być kolejnym ciosem dla Kościoła katolickiego we Francji i zerwaniem z tradycją katolicką. Robespierre nie był przeciwny duchowieństwu, raziło go jedynie bogactwo, jakim się otaczali. Powołując się na nauki Chrystusa: sprzedaj wszystko i rozdaj ubogim. Dążył, aby dobra ziemskie posiadane przez Kościół przeszły na własność narodu. Mowę o Kościele wygłosił w maju 1790, kiedy Zgromadzenie Narodowe dyskutowało o ustawie cywilnej dotyczącej duchowieństwa. W ustawie odrzucono zwierzchnictwo papieża nad Kościołem we Francji, zmniejszono liczbę diecezji ze 137 do 83, ustanowiono też, że kler ma być opłacany przez państwo, a proboszczowie i biskupi mają być wybierani przez wiernych. Kapituły i zakony jako niepożyteczne dla społeczeństwa miały zostać zlikwidowane. Robespierre poparł te zmiany.
Robespierre zwalczał frakcje opozycyjne Dantona oraz hebertystów Héberta za pomocą terroru. Kazał ich ściąć po ustawionym z góry procesie przed Trybunałem Rewolucyjnym. Był współautorem konstytucji jakobińskiej, uważanej za najbardziej demokratyczną konstytucję czasów nowożytnych (gwarantującą m.in. głosowanie powszechne), która jednak ze względu na sytuację w państwie (wojna, powstania kontrrewolucyjne na prowincji) nigdy nie weszła w życie. Reformy Robespierre’a spowodowały wzmocnienie Francji, która zajęła obszary Belgii i Holandii. Z koalicji antyfrancuskiej wycofały się Prusy i Hiszpania. Stłumiono także krwawo powstania monarchistów w Tulonie i Marsylii. Jako deista przeciwny ateizmowi przeprowadził w Konwencie dekret na rzecz wprowadzenia kultu Istoty Najwyższej jako obowiązującej religii we Francji. Cieszył się opinią niezwykle skromnego człowieka, a przez cały okres rewolucji mieszkał w jednym wynajętym pokoju w domu stolarza Maurycego Duplaya. Z córką stolarza Eleonorą Duplay łączyło go uczucie niezakończone jednak zawarciem małżeństwa. Charlotte – siostra Robespierre’a,  zauważyła u niego brak zainteresowania zdobywaniem majątku, co czyniło go odpornym na przekupstwo. To było jednym ze źródeł jego przydomku Nieprzekupny.
Robespierre kierował niepodzielnie polityką Francji do 9 thermidora, czyli 27 lipca 1794. Tego dnia na posiedzeniu Konwentu Narodowego uchwalono jego aresztowanie. Nazajutrz wraz ze swymi współpracownikami został zgilotynowany.
Pochowany jest obecnie w Katakumbach Paryża, w bliżej nieznanym ich miejscu.

## W oczach historyków
Spór o ocenę rządów Robespierre’a jest jedną z ważniejszych kwestii dzielących historyków zajmujących się rewolucją francuską. Osąd postaci jest niewątpliwie utrudniony z powodu niezmiernie małej liczby weryfikowalnych źródeł. Po upadku Komitetu Ocalenia Publicznego termidorianie przejrzeli pozostałe po nim dokumenty i wybiórczo spalili. Historiografia dziewiętnastowieczna (wielotomowe dzieła Thiersa i Aularda) negatywnie oceniała Robespierre’a jako krwawego dyktatora, szalonego fanatyka; padały też dość fantastyczne oskarżenia o chęć restauracji monarchii. W latach 20. XX wieku Albert Mathiez przedstawił radykalnie inne spojrzenie, podkreślając egalitaryzm Robespierre’a i pozytywne skutki jego rządów (to wtedy KOP przezwyciężył największy kryzys rewolucyjnej Francji). Spór ten nie został po dziś dzień rozstrzygnięty.

## W kulturze masowej

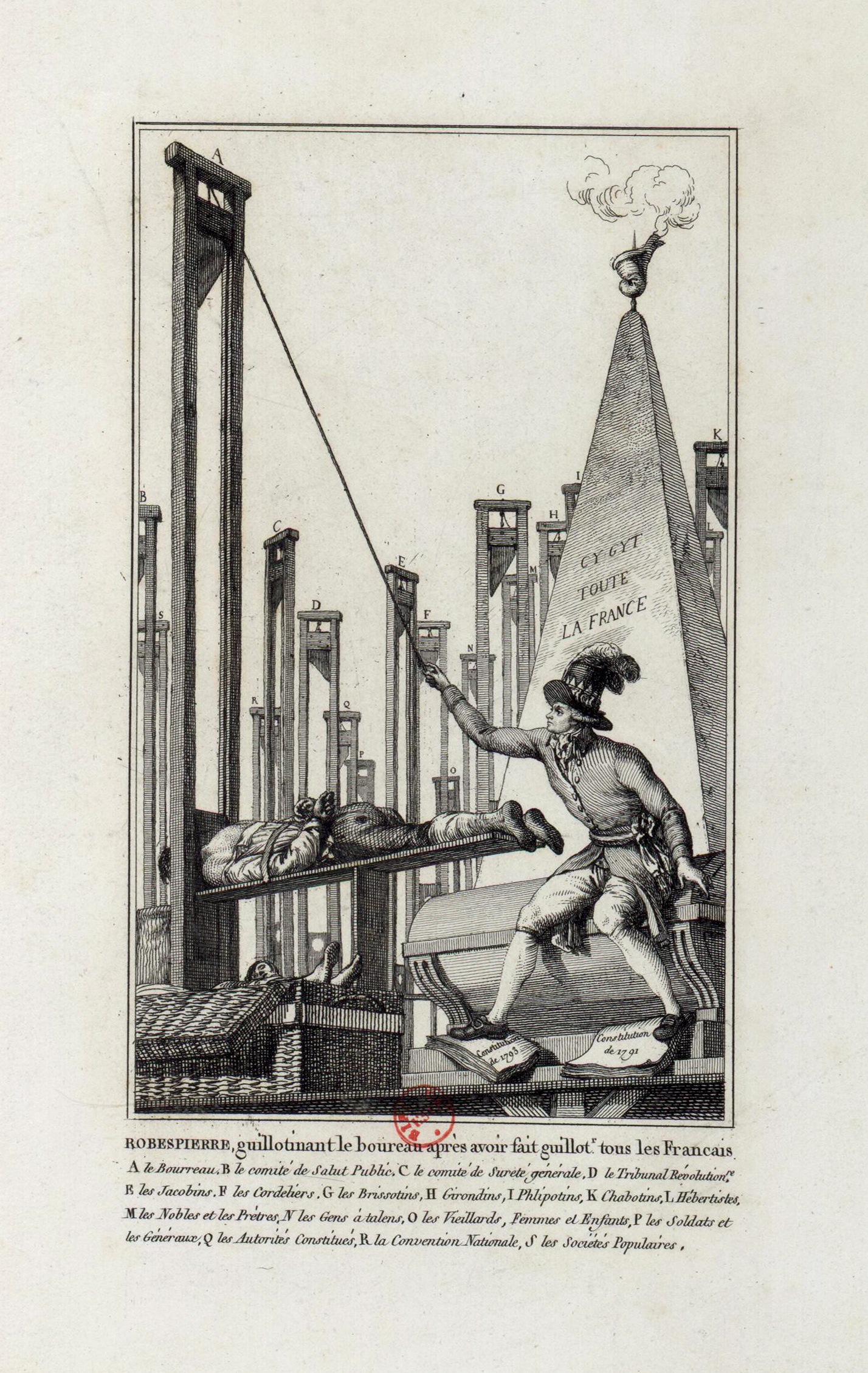
Robespierre gilotynuje kata po zgilotynowaniu wszystkich Francuzów

- Robespierre jest bohaterem sztuki Georga Buchnera Śmierć Dantona, w której jest ukazany jako rewolucyjny fanatyk, w odróżnieniu od realisty Dantona;
- Robespierre jako szlachetny rewolucjonista pojawia się w japońskiej mandze Róża Wersalu, opowiadającej o losach Saint-Justa;
- obraz krwawego i bezwzględnego dyktatora Robespierre’a pojawia się w komiksie Thermidor  Neila Gaimana;
- w powieści Victora Hugo Rok 93 Robespierre pojawia się w jednym rozdziale;
- Robespierre jest głównym bohaterem sztuk Stanisławy Przybyszewskiej Sprawa Dantona (ekranizacja Andrzeja Wajdy pt. Danton; w roli Robespierre’a Wojciech Pszoniak) i Termidor;
- pojawia się też w filmie Rewolucja francuska z 1989 roku z Andrzejem Sewerynem w roli Robespierre’a;
- postać Robespierre’a pojawia się także w powieści Katheriny Neville Ósemka w wątku dotyczącym Rewolucji Francuskiej;
- postać o nazwisku Rob S. Pierre w cyklu powieści fantastycznonaukowych Honor Harrington Davida Webera w drastyczny sposób przejmuje władzę nad Ludową Republiką Haven, dokonując zamachu stanu na klice rządzącej, a winę zrzuca na Ludową Marynarkę;
- Robespierre został ukazany również w anime Kawaler Miecza;
- Robespierre pojawia się w książce Arthura Byrona Covera Wehikuł czasu 2: Ostrze gilotyny, z roku 1989;
- Robespierre pojawił się jako postać w grze Assassin’s Creed: Unity i opartej na niej książce Olivera Bowdena pod tytułem Assassin’s Creed: Pojednanie;
- postać Robespierre’a została pokazana w komedii fantasy Goście, goście III: Rewolucja;
- Robespierre jest bohaterem powieści Teodora Jeske-Choińskiego Jakobini;
- wątek Robespierre’a występuje w grze studia Polyslash: We. The Revolution, gdzie dane nam, jest go sądzić;
- Robespierre pojawia się w bajce animowanej Pan Pebody i Sherman;